# Botanischer Garten Mainz

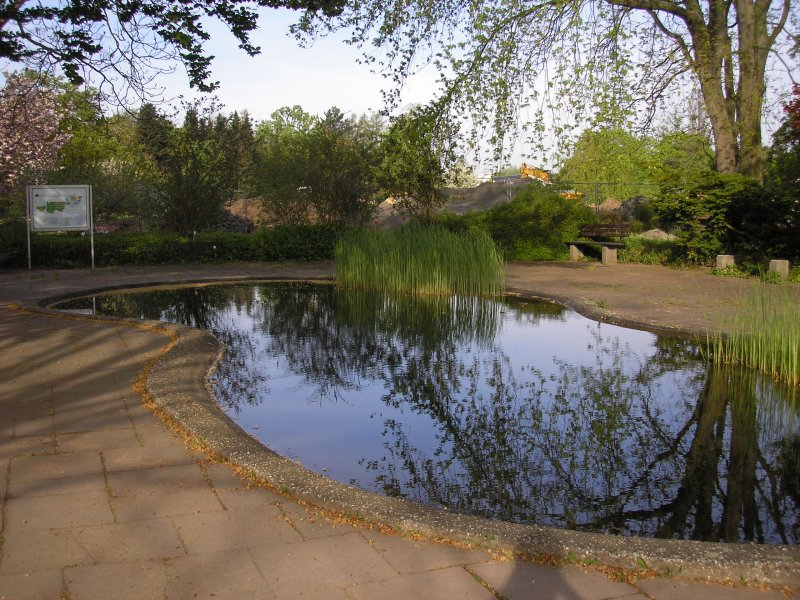
Froschteich des Botanischen Gartens in Mainz im Mai 2006

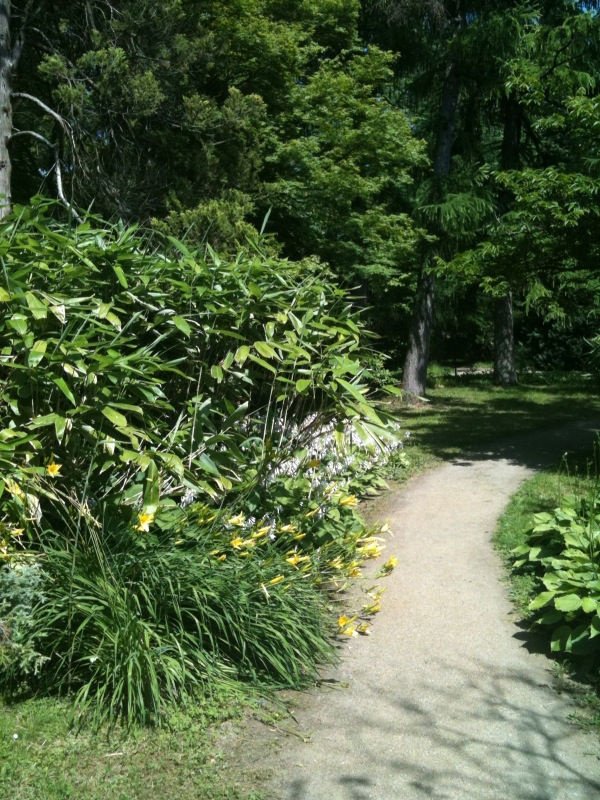
Fußwege führen durch den Garten, hier durch das Arboretum.

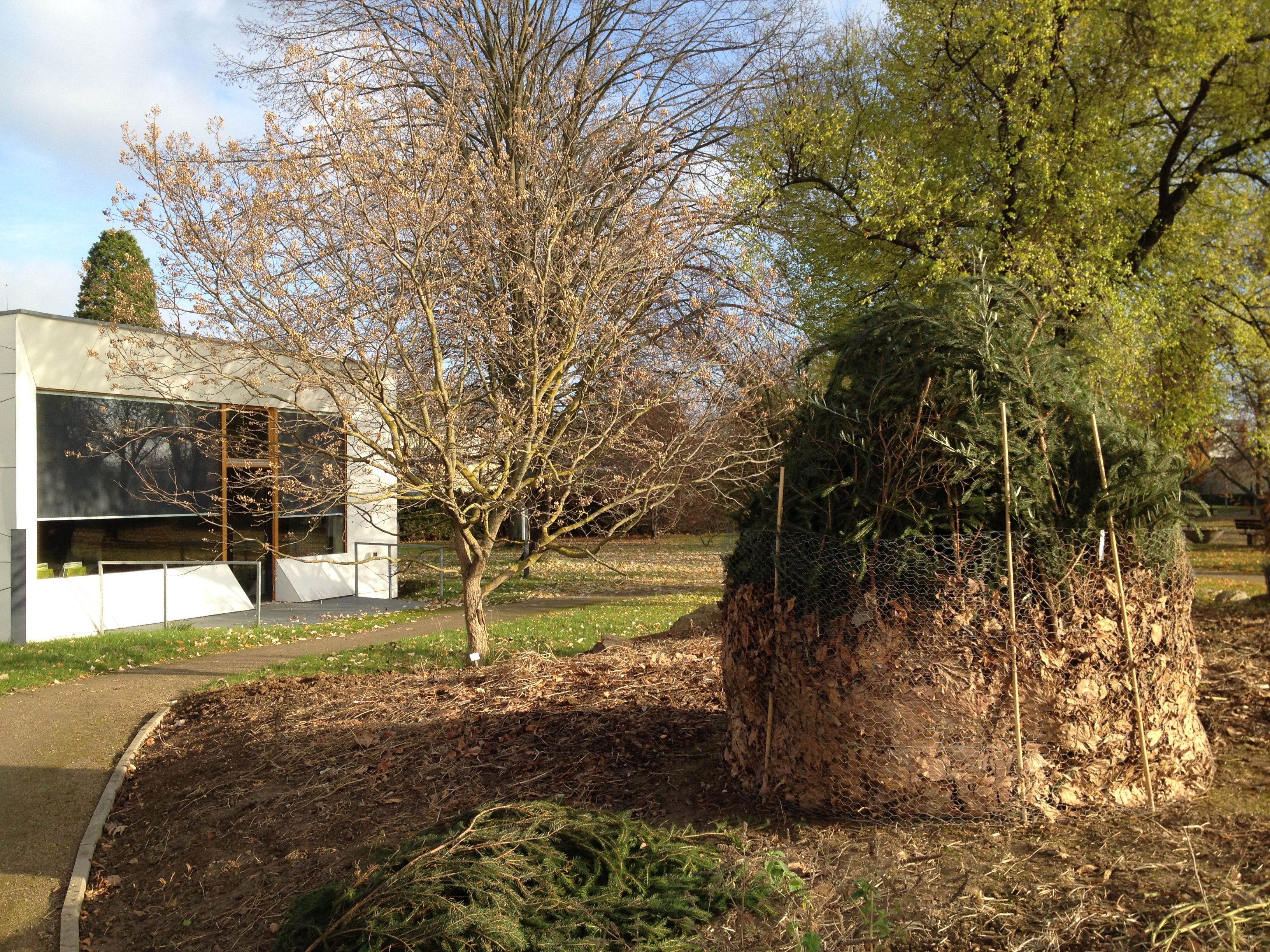
Ein Olivenbaum wurde für den Winter in Laub und Nadelzweige verpackt. Im Hintergrund das Gebäude der „Grünen Schule“

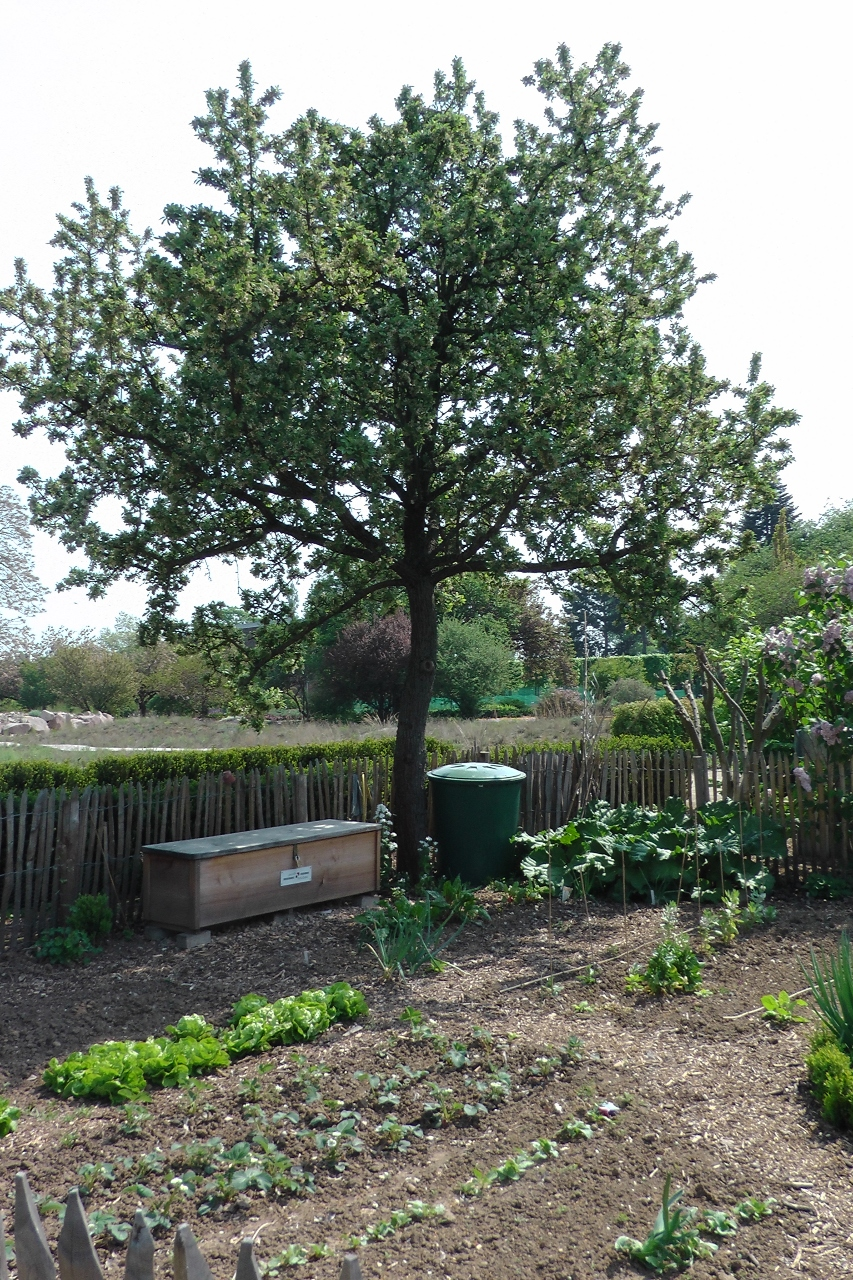
Innerhalb des Botanischen Gartens wurde ein Gemüsegarten angelegt.

Der Botanische Garten der Johannes Gutenberg-Universität in Mainz wurde in den Jahren 1946 bis 1955 auf einem Gelände angelegt, das zuvor eine landwirtschaftliche Nutzfläche mit Obstbäumen und ein militärisches Übungsgelände war. Heute beheimatet der Botanische Garten im Freiland und in den Gewächshäusern etwa 8500 Pflanzenarten aus nahezu allen Regionen der Welt. Gründer und erster Direktor des Mainzer Botanischen Gartens war der Botaniker Wilhelm Troll (1897–1978). Bei der Anlage des Gartens wurde er durch Max Top (1895–1986) unterstützt.
Erstmals wurde der Garten 1948 durch den Bau des ersten Gewächshauses erweitert, weitere Ausbaustufen waren der Erwerb von zwei gebrauchten Gewächshäusern (1952), der Bau des bis heute höchsten Gewächshauses, des sogenannten Verbinders (1954), die Erweiterung um eine Nachbildung des Mainzer Sandes (1986, das Gelände des Gartens umfasst seither rund 10 Hektar), die Umgestaltung des Sukkulentenhauses (1997) und der Neubau eines Tropenhauses (1999).

## Aufgaben des Botanischen Gartens
Als Teil der Universität Mainz dient der Botanische Garten der Forschung und Lehre sowie dem Erhalt der biologischen Vielfalt. Daneben gehören zu seinen Aufgaben Öffentlichkeitsarbeit und Weiterbildung, Auszubildende können hier eine Berufsausbildung zum Gärtner (Zierpflanzenbau) absolvieren. Der Öffentlichkeit steht der Garten für gelegentliche kulturelle Veranstaltungen und zur Erholung zur Verfügung. Es finden ganzjährig regelmäßige oder individuelle Führungen durch den botanischen Garten statt.
Seit Anfang 2010 ist die „Grüne Schule“, ein neuer außerschulischer Lernort des Fachbereichs Biologie der Johannes Gutenberg-Universität für Schulklassen nutzbar. Das Bildungsangebot richtet sich an alle Altersgruppen und behandelt Themen wie die Bedeutung der Biologischen Vielfalt, deren Erhaltung und nachhaltige Nutzung.

## Leitung des Botanischen Gartens
Die Direktorin und ehemaligen Direktoren des Botanischen Gartens:
- 1946–1964 Wilhelm Troll
- 1964–1979 Hans Weber
- 1979–1981 Dimitri Hartl (kommissarisch)
- 1981–1990 Stefan Vogel
- 1990–1991 Dimitri Hartl (kommissarisch)
- 1991–2021 Joachim W. Kadereit
- seit 2023 Meret Huber

Außerdem gibt es einen Kustos und einen Technischen Leiter.

## Sonderschauen
In unregelmäßigen Abständen gibt es Sonderausstellungen zu botanischen Themen wie „Pflanzen in der Bibel“, Pflanzenentdecker oder, wie im Darwinjahr, zur Evolution in der Pflanzenwelt.

## Besonderheiten
1997 wurde eine schon beachtliche große Agave im Sukkulenten-Gewächshaus gepflanzt, welche möglicherweise noch aus der Anfangszeit des Botanischen Gartens in den 1950er Jahren stammen könnte. Da keine Herkunft und Alter dokumentiert war, ging man ursprünglich davon aus, dass es sich um eine Agave horrida handelt, was angesichts der sieben Zentimeter langen, nadelförmigen Blattspitzen eine durchaus passende Benennung war. Im Laufe der Jahre war die Agave allerdings so groß geworden, dass diese Bestimmung zunehmend fraglicher wurde. Anfang 2014 hatte sie einen Durchmesser von mehr als zwei Meter erreicht und mit der Bildung eines mächtigen Blütenstandes begonnen. Anhand der Merkmale des Blütenstandes war nun eine neue Identifizierung möglich: Es handelt sich um die mexikanische Agave salmiana. Da der Blütenstand im Februar 2014 zwischen drei und sechs Zentimeter pro Tag wuchs, rechnete man bereits Ende Februar damit, dass das Dach des Gewächshauses erreicht werden würde. Ein entsprechendes Loch sowie ein eventueller Frostschutz wurden vorbereitet. Dieser war durch das milde Wetter jedoch nicht notwendig und die Agave durchbrach erst Ende April 2014 das Dach und bildete dort einen ersten Seitenast des Blütenstandes. Am 23. Juni 2014 öffneten sich die ersten Blütenknospen. Es war die erste Blüte einer großen Agaven-Art im Botanischen Garten Mainz seit seiner Gründung. Mit diesem Ereignis ist der sich über mehrere Jahrzehnte spannende Lebenszyklus der Pflanze abgeschlossen und sie stirbt nachfolgend ab.

## Benennung der Wege

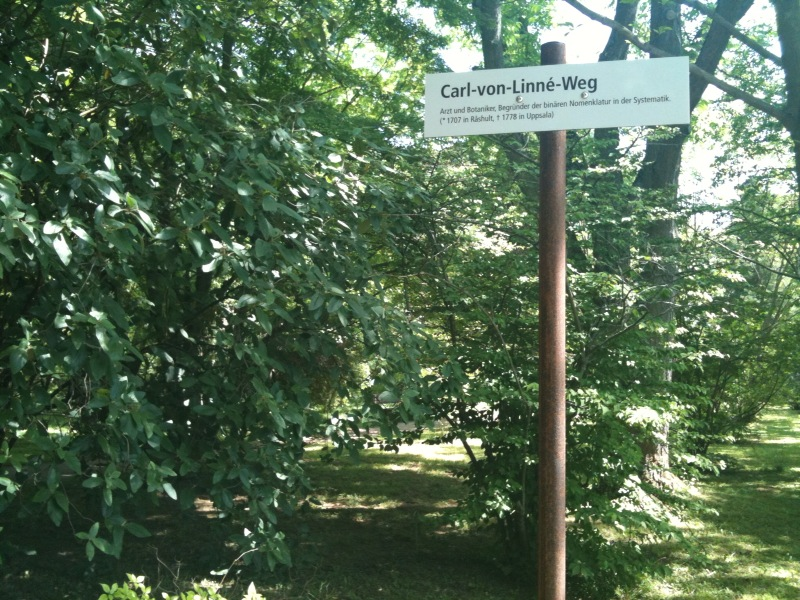
Die Wege im Botanischen Garten sind nach berühmten Gelehrten benannt, hier nach Carl von Linné.

Seit den 1950er Jahren sind die Wege nach Botanikern benannt. Ein Großteil der Namensauswahl für die Wege geht auf den Gründer des Botanischen Gartens Wilhelm Troll zurück. 
Der Hauptweg wurde nach Carl von Linné benannt, da er im 18. Jahrhundert die Benennung der Pflanzen standardisierte und für eine streng hierarchische Ordnung sorgte. Von Anfang an mit dabei ist auch Johann Wolfgang von Goethe, der als Begründer der Pflanzenmorphologie gilt. Insgesamt sind 21 Wege im Botanischen Garten nach Botanikern benannt, Namenspaten für die Wege sind unter anderem:
- Heinrich Walter
- Karl von Goebel
- Joachim Jungius
- Philipp Franz von Siebold
- Ludwig Diels
- Alfred Rehder

Am 6. Mai 2024 wurden einige Wege umbenannt, da bisher nur Männer als Namenspaten dienten. Nun sind folgende Frauen Namenspatinnen einiger Wege:
- Katherine Esau: Botanikerin, Anatomie der Pflanzen, Struktur und Evolution des Phloems, Pflanzenviren
- Katharine Brandegee: Botanikerin und Ärztin, bedeutende Beiträge zur Flora Kaliforniens, Arizonas und Mexikos
- Elisabeth Schiemann: Genetikerin und Botanikerin, Geschichte der Kulturpflanzen, Widerstand gegen NS-Regime
- Agnes Arber: Botanikerin, Morphologie der Pflanzen, Geschichte und Philosophie der Botanik
- Barbara McClintock: Genetikerin und Botanikerin, Nobelpreis für Entdeckung springender Gene (Transposons) im Mais